# Hasslarp
Hasslarp is een plaats in de gemeente Helsingborg in de provincie Skåne län en het landschap Skåne, dit zijn de zuidelijkste provincie en landschap van Zweden. De plaats heeft 447 inwoners (2005) en een oppervlakte van 51 hectare.